# Kachaghakaberd
Kachaghakaberd – twierdza znajdująca się w Azerbejdżanie, w rejonie Xocalı. Blisko twierdzy przebiega Szlak Janapar. Twierdza znajduje się na wysokości 1700 metrów nad poziomem morza; otoczona jest wapiennymi klifami o wysokości około 50-60 metrów; dookoła niej znajdują się wielkie połacie lasów. W średniowieczu twierdza odgrywała ważną rolę w obronności Księstwa Chaczeńskiego.  

## Galeria

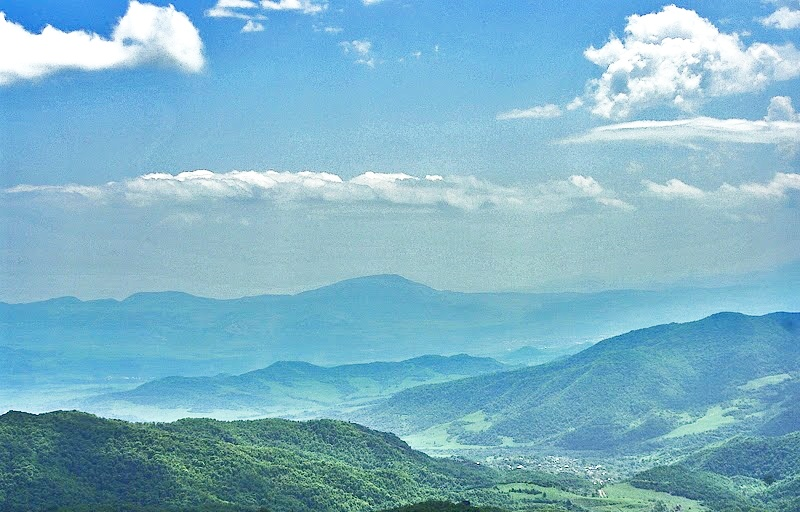
Widok na wioskę Kolatağ
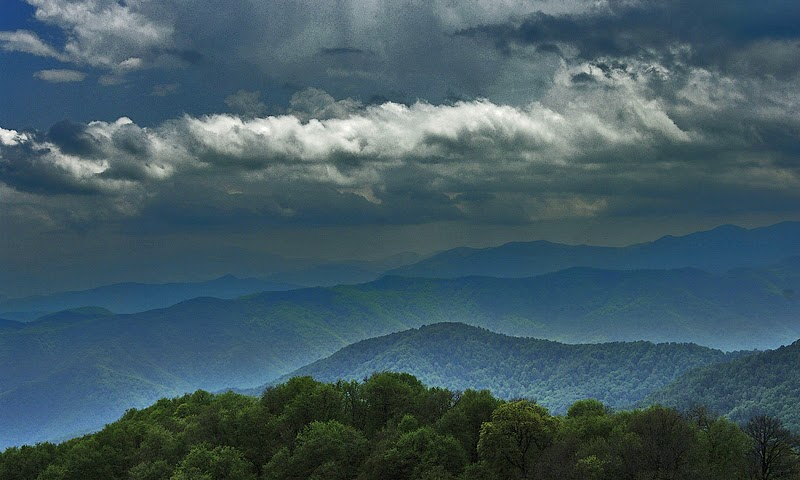
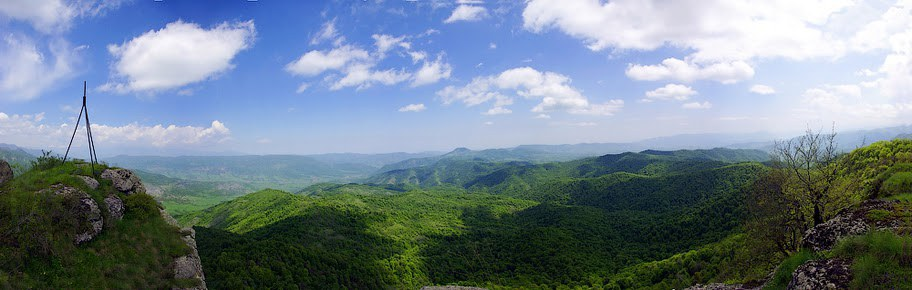